# ダイアナ・マリア・リーヴァ
ダイアナ・マリア・リーヴァ（Diana-Maria Riva、1969年7月22日 - ）は、アメリカ合衆国の女優。

## 出演作品
- マクファーランド 栄光への疾走
- ブリッジ 〜国境に潜む闇（キティ）
- ショート・ターム12
- マイファミリー・ウェディング（ソニア・ラミレス）
- キャッスル 〜ミステリー作家は事件がお好き シーズン2
- ザ・プロテクター/狙われる証人たち シーズン2
- CSI:4 科学捜査班
- NYPD BLUE 〜ニューヨーク市警15分署 シーズン6
- NYPD BLUE 〜ニューヨーク市警15分署 シーズン5
- マーダー・ワン シーズン2